# Аксуйски район
Аксуйски район (на казахски: Ақсу ауданы) е съставна част на Жетъсуска област, Казахстан, с обща площ 12 710 км2 и население 38 573 души (по приблизителна оценка към 1 януари 2020 г.). Мнозинството от населението са казахи (94,5 %), следвани от руснаците (4,1 %).
Административен център е Жансугуров.